# László Berczeller

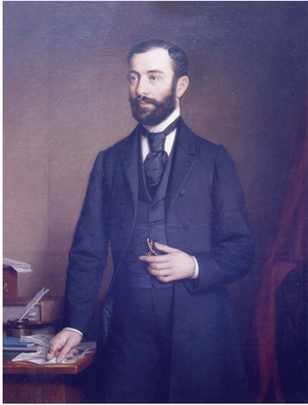
Berczellers Großvater Samuel Deutsch, Gemälde von Miklós Barabás

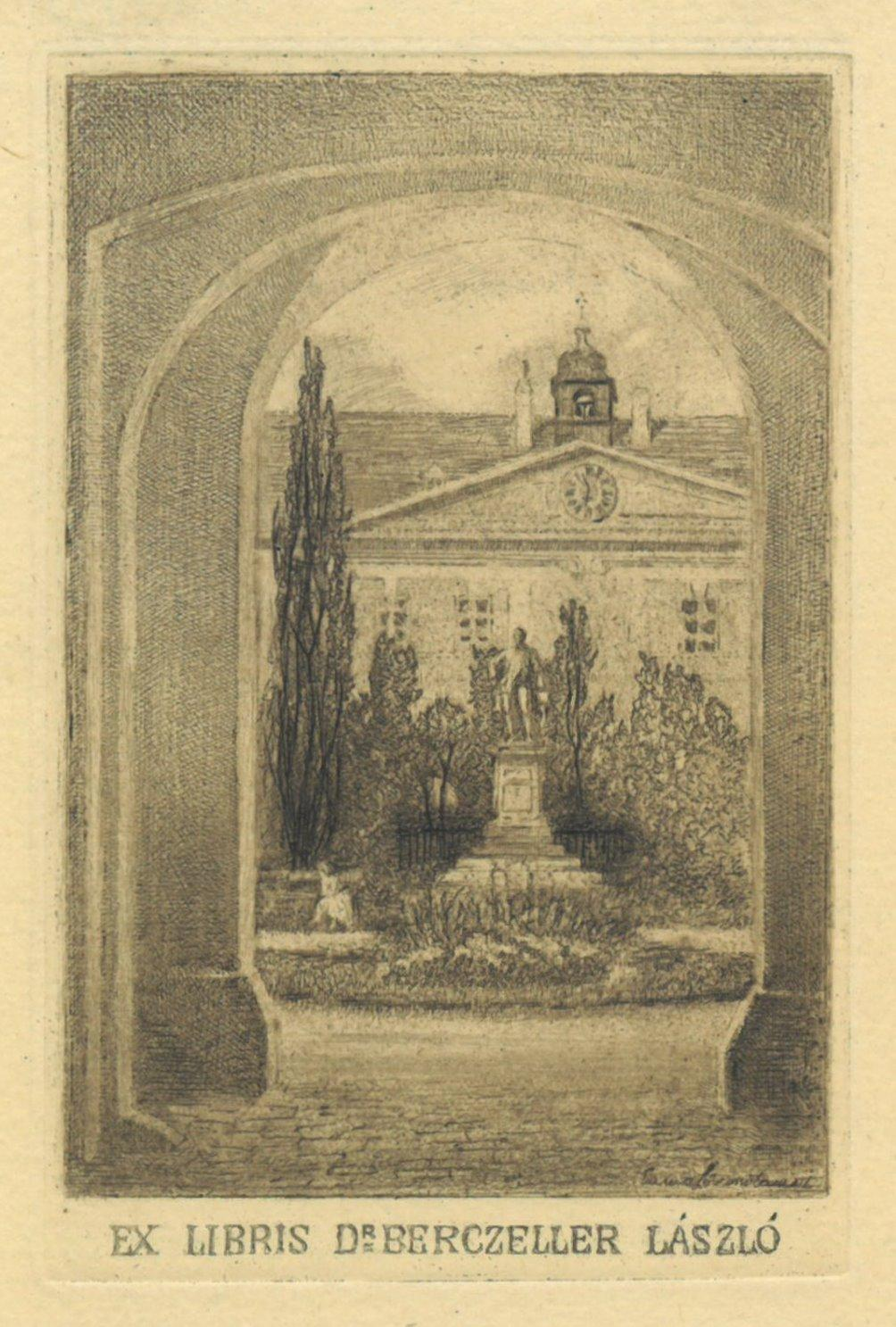
Exlibris für László Berczeller von Emma Löwenstamm, um 1910

László Berczeller (auch: Ladislaus Berczeller, * 9. August 1890 in Budapest; † 14. November 1955 in Sainte-Maurice) war ein ungarischer Arzt bzw. Bio- oder Lebensmittelchemiker. Er arbeitete vor allem mit Soja und gilt als einer der wichtigsten Pioniere auf dem Gebiet der sojabasierten Nahrungsmittel in Europa.

## Leben
László Berczeller war der älteste Sohn einer jüdischen Familie. Sein Vater Imre Berczeller war Arzt. Seine Mutter Josefa oder Josephine war eine Tochter des reichen Kaufmanns Samuel Deutsch. László Berczellers jüngere Brüder trugen die Vornamen Pál und Antal. Am 5. Februar 1918 heiratete Berczeller im Wiener Stadttempel Selma Buchwald, eine Tochter des Ehepaares Ignatz Buchwald und Rosa Buchwald, geborene Jeiteles. Zu diesem Zeitpunkt hatte er seinen Wohnsitz noch in Budapest, während seine Braut in Wien gemeldet war. Aus der Ehe gingen keine Kinder hervor.
Berczellers Interesse für Soja wurde 1913 in Berlin geweckt, wo er im Japanischen Club an einem Essen teilnahm und Kontakt zu einem japanischen Professor bekam, dem er seine ersten Informationen über Lebensmittel auf Sojabasis zu verdanken hatte. Im Jahr 1914 wurde Berczeller Professor für Biochemie an der Universität in Budapest. Nach dem Ausbruch des Ersten Weltkrieges stand er – wahrscheinlich in Wien – im Dienst der Regierung. Anschließend arbeitete er bis 1920 bei einem Dr. Wasserman in Wien und hatte eine Assistentenstelle bei Professor Franz Tangel. Vermutlich im Zuge seiner Arbeiten am Physiologischen Institut der Wiener Universität wurde er auf die Arbeiten Friedrich J. Haberlandts aufmerksam, der sich ebenfalls mit Soja beschäftigt hatte.
Ungefähr ab März 1920 arbeitete Berczeller mit dem Chemiker Robert Graham zusammen, der sich insbesondere mit den Möglichkeiten beschäftigte, die Hungersnot in Europa und Russland mittels Sojamehl zu lindern. Wer von den beiden Wissenschaftlern federführend war, ist unklar. 1921 reichte Berczeller jedenfalls seinen ersten Patentantrag in Österreich, der mit Soja zu tun hatte, ein. Unter der Nummer 106.346 wurde das Patent im Jahr 1927 genehmigt. Ein deutsches Patent beantragten Berczeller und Graham am 26. Januar 1921 und erhielten es am 16. November 1924 unter der Nummer 406.170. Ebenfalls noch 1921 beantragte Berczeller, nun wieder in Österreich, ein Patent, das sich auf die Herstellung von Mischbrot aus Sojabohnen bezog. Er erhielt es am 25. Juni 1924 unter Nummer 97.252. Es folgten weitere Patentanträge und -genehmigungen in verschiedenen Ländern. Berczeller, Graham und ihre Mitarbeiter entwickelten zunächst Sojamilch, Sojamehl und Brot, zu dessen Bestandteilen Sojamehl gehörte. Jedem dieser Produkte gaben sie einen Namen, der das Wort Manna enthielt, und Berczeller veröffentlichte ab 1921 auch zahlreiche Publikationen über diese Nahrungsmittel. Er betonte die niedrigen Herstellungskosten und den hohen Nährwert seiner Produkte. Seine Arbeit mit Graham führte zu einem Konflikt mit der Universität. Schon 1920 war er getadelt worden, weil er seinen Aufgaben an der Universität nicht in ausreichendem Umfang nachkam. Im Mai 1921 musste er seine Stelle an der Universität aufgeben und befasste sich nun ausschließlich mit Sojanahrung. Ungefähr 1923 scheint er sich von Graham getrennt und auf eigene Faust weitergearbeitet zu haben. Sein Sojamehl wurde in den 1920er und 1930er Jahren einstimmig als das beste auf dem Markt bezeichnet. Die gesäuberten Sojabohnen wurden 12 bis 15 Minuten mit Dampf behandelt und dann getrocknet, geschält und gemahlen. Das Mehl hielt sich 20 Monate lang bei Zimmertemperatur und hatte keinen unangenehmen Nebengeschmack.
Berczeller entwickelte diesen Produktionsprozess stetig weiter und begann in den 1920er Jahren, die Welt zu bereisen, um Propaganda für Sojanahrungsmittel zu machen. Dabei kamen ihm seine umfangreichen Sprachkenntnisse zugute. 1924 etwa gehörte Winston Churchill zu seinem Publikum. In den Jahren 1926 und 1930 besuchte er die Sowjetunion, wo er den Titel eines Ehrengenerals der Roten Armee erhielt. 1927 richtete das italienische Kriegsministerium die Commissione per lo Studio della Soja ein; 1929 diskutierte Berczeller mit Benito Mussolini dessen Pläne, Sojamehl bei der Produktion von Polenta und Brot einzuführen, und kontaktierte die französische Regierung. Weitere Kontakte hatte er mit Joseph Stalin, Dorothy Thompson und zahlreichen weiteren hochrangigen Militärs auf der Welt. Längere Zeit hielt er sich in London auf, auch bereiste er Rumänien, Bulgarien, Jugoslawien und Portugal, um die Sojaernährung zu propagieren.
Dennoch hatte er mit Widerständen und Ressentiments zu kämpfen. Konservativ denkende Menschen ließen sich nicht so leicht überreden, ihre Ernährung zu einem großen Teil auf Sojaprodukte umzustellen. Ein weiteres Problem für Berczeller waren Firmen, die ihre eigenen Produktionsprozesse entwickelten. Mehrere Prozesse um die Bezahlung von Lizenzgebühren verlor Berczeller in den 1930er Jahren. Erst 1934 gewann er einen Prozess gegen die Hamburger Hansa-Mühle, in dem es unter anderem um die Bezeichnung „Edelsoja“ ging, die Berczeller seit 1928 nutzte. Von 1932 an vertrieb aber die Firma Edelsoja in Deutschland ihre Produkte. In welcher Beziehung sie zu Berczeller stand, ist unklar.
1934 ließ Berczellers Gattin, die vom Nationalsozialismus überzeugt war, sich von ihm scheiden. Möglicherweise arbeitete sie später unter dem Namen Soulange Berczeller für Meals for Millions in Kalifornien.
Als Ironie der Geschichte kann es angesehen werden, dass Berczellers Arbeiten für die hungernde Menschheit ausgerechnet dem Nationalsozialismus zugutekamen: Bald nach Hitlers Machtübernahme erwarb die I. G. Farben Lizenzen für Deutschland, Österreich und wohl auch noch weitere Länder von Berczeller. Vor dem Zweiten Weltkrieg importierte Deutschland etwa eine Million Tonnen Sojabohnen, die zu einem großen Teil nach Berczellers Methoden verarbeitet wurden. Doch auch die späteren Kriegsgegner, die französische Armee, versorgten sich mit Berczellers Sojaprodukten. Im Oktober 1939 wurde er nach Frankreich eingeladen, wo er die Sojaproduktion in Südfrankreich ankurbeln sollte. Doch der Einfall der Deutschen in Frankreich beendete diese Arbeiten. Berczeller tauchte wegen seiner jüdischen Herkunft unter und lebte bis zur Befreiung im Frühling 1945 versteckt. Zeitweise wurde er vom Quaker Aid Service unterstützt, dennoch war er 1945 unterernährt und von zahlreichen körperlichen Beschwerden geplagt. In der Nachkriegszeit, in der mittels Soja die Unterernährung ganzer Nationen bekämpft werden sollte, war er nicht in der Lage, hierzu viel beizutragen. Für die von den Deutschen während des Dritten Reichs genutzten Patente wurde er nie entschädigt.
1948 unterzog er sich in der Schweiz einer Operation wegen einer Lungenfistel, auf die aber weitere gesundheitliche Probleme folgten. 1949 brach er in der Pariser Metro zusammen und kam in ein Krankenhaus. 1951 wurde er in eine psychiatrische Klinik in Saint Remy eingewiesen, 1953 erfolgte die Unterbringung in der Maison de Santé de Saint-Maurice in der Schweiz, wo er von Professor Baruk betreut wurde. Offenbar diagnostizierte man seine Leiden als Megalomanie oder Ähnliches. Nachdem für eine Unterbringung in einem Pflegeheim keine Mittel vorhanden waren, wurde er offenbar dauerhaft in der Anstalt für Geisteskranke untergebracht. Dort besuchte ihn Dr. Clive McCay, ein Sojaexperte der Cornell University. Er berichtete später, Professor Verzar von der Universität Basel habe an ihn appelliert, doch bei der Sojaindustrie um Unterstützung für Berczeller zu bitten, um ihn angemessen unterbringen zu können. McCay zeigte sich gleich pessimistisch, und seine traurigen Voraussagen bewahrheiteten sich: Auf seinen Appell kam nur eine einzige Reaktion. Ganze zehn Dollar wurden für Berczellers würdigen Lebensabend gespendet.
Eine für fünf Jahre kostenfreie Grabstelle auf dem Friedhof der Anstalt wurde ihm bewilligt. 1967 wurde er in ein Grab verlegt, das sein Biograph Arnould finanziert hatte. 1974 bemühte sich die Stadt Paris um eine dauerhafte Grabstätte für László Berczeller, der vorgehabt hatte, den Hunger in der Welt auszurotten.

## Nachwirkung
Edelsoja wird in Deutschland nach wie vor von der Hamburger Edelsoja GmbH verkauft. In der Firmengeschichte findet Berczeller keine Erwähnung. Seit 1947 produzierte Winkler in Wien Sojamehl; es ist aber nicht bekannt, ob er Berczellers Methoden nutzte. Ein Artikel im Soybean Digest vom März 1944 fasste die Geschichte Berczellers und seiner Produkte unter dem Titel It Began in Vienna. The Dramatic Story of Soy Flour zusammen. Berczellers Freund Arnould veröffentlichte 1960 den ersten biographischen Abriss über den Sojaenthusiasten. Er erschien in der Dezemberausgabe der Revue d’Histoire de la Medicine Hebraique auf den Seiten 153 bis 168. Henri Baruk publizierte in der Histoire des Sciences Medicales vom April/Juni 1974 auf den Seiten 235 bis 239 eine weitere Berczeller-Biographie.
Vier Briefe aus dem Jahr 1931 von László Berczeller an Albert Einstein sind in den Einstein Archives Online dokumentiert.